# The Freewheelin’ Bob Dylan
A The Freewheelin' Bob Dylan az amerikai énekes-dalszerző Bob Dylan második albuma, mely 1963. május 27-én jelent meg. Itt vált önálló dalszerzővé: míg előző albumán csak két saját dala volt, ezen a tizenháromból már csak két feldolgozás hallható: a Corrina, Corrina és a Honey, Just Allow Me One More Chance. Dylan akkoriban egyike volt azon kevés előadónak, aki a saját dalait vette lemezre. Az egyes dalok gyakran már meglévő balladák, bluesok dallamait vették át, azokra írt Dylan saját szöveget: elmondása szerint ekkoriban ezt a folkhagyományt ismerte, ebből tudott meríteni.
Az albumot a Blowin’ in the Wind, Dylan egyik legnépszerűbb dala indítja (még abban az évben Peter, Paul & Mary előadásában lett sláger), mely a hatvanas évek egyik meghatározó himnusza lett. Emellett az album több olyan dalt is tartalmaz, amiket Dylan legjobbjai között tartanak számon, mai napig repertoárjának részét képezik és a hatvanas évek ellenkultúrájának ikonikus mementóiként emlegetnek: ilyen a Masters of War, az A Hard Rain's a-Gonna Fall, a Don't Think Twice, It's All Right és a Girl from the North Country. Dylan szövegei a nukleáris háború fenyegetéséről, a szabadságról és az afroamerikai polgárjogi mozgalomról szóló "rámutató" protest dalok voltak, de ezek mellett feltűntek keserű, gyakran önvádló romantikus szövegek és szürreális humorral operáló szerzemények is. Megmutatkozott kimagasló dalszerzői tehetsége, ami nemzeti hőssé tette és nemzetközi hírnevet hozott számára. A lemez sikere oda vezetett, hogy Dylant generációja szócsöveként kezdték kezelni.
Az album az Egyesült Államokban 22. lett (végül platinalemez), 1965-ben pedig az Egyesült Királyságban első helyet ért el. 2002-ben az albumot beválogatták a Kongresszusi Könyvtár Nemzeti Hangfelvételi Nyilvántartásába. A Rolling Stone magazin minden idők 500 legjobb albumának listáján 2003-ban és 2012-ben a 97. helyre sorolta, míg a 2020-as felülvizsgált változaton a 255. helyre került. Szerepel az 1001 lemez, amit hallanod kell, mielőtt meghalsz című könyvben.

## Magánéleti és politikai háttér
Dylan bemutatkozó albuma nem kapott szélesebb figyelmet a közönség részéről, se kritikai visszhangot, ráadásul mivel a Columbia neves tehetségkutatójának, John H. Hammondnak a védence volt, az előzetes elvárások is igen magasak voltak. Az első évben a lemezből csak ötezer példány kelt el, éppen hogy megtérült a költsége. A kiadónál többen felvetették a szerződés felbontását, de mivel a Prestige Records is érdeklődött Dylan után, Hammond kitartott mellette, amiért a zenészt a producer bolondságának (Hammond’s Folly) kezdték gúnyolni. Ugyanakkor a Columbia egyik csillaga, Johnny Cash is kiállt Dylan és Hammond mellett, így végül az együttműködésnek nem lett vége, ugyanakkor Hammond felismerte, hogy a következő lemez mindenképp sikeres kell legyen.
A zenész fő múzsája ekkor a két évvel fiatalabb, alig tizenkilenc éves Suze Rotolo volt, akivel 1962 januárja óta közös lakást béreltek a West 4th Streeten. A lány családja erős baloldali elköteleződésű volt, olasz-amerikai munkásosztálybeli szülei régóta az Amerikai Kommunista Párt tagjai is voltak. Suze képzett művész és ékszerkészítő volt, sokkal többet jelentett, mint egy barátnő, segítette a zenész fejlődését. A lány révén kezdett el Dylan érdeklődni a képzőművészet iránt, általa ismerte meg Arthur Rimbaud költészetét, valamint Suze színésznőként egy brechti színházban is részt vett, így került kapcsolatba Dylan Bertolt Brecht művészetével. Nővérével, Carlával a Greenwich Village-beli zenei élet aktív résztvevői és alakítói voltak. Suze bevette be Dylant a baloldali politikába, a munkások segítésébe és a polgárjogi mozgalomba, az ő hatására kezdett el a zenész „rámutató”, politikai töltetű protest dalokat írni.
Ahogy nőtt Dylan ismertsége Greenwich Village-ben, egyre nagyobb lett a stressz a kapcsolatukban, Suze úgy emlékezett vissza, hogy egyre kevésbé bírt szilárd talajt találni a növekvő nyomás, a pletykák miatt, sebezhető lett és úgy érezte, nem tudja megadni a zenésznek azt a szeretet és védelmet, amit igényelt volna. Anyja javaslatára 1962 júniusában hazaköltözött, majd Dylan beleegyezésével az olaszországi Perugiába ment fél évre művészetet tanulni, ahonnan többszöri halasztás után 1963 januárjában tért haza. A távkapcsolat megviselte Dylant, aki hosszú leveleket írt hozzá, többször kérte a hazatérésre. Szenvedélyes kapcsolatuk, valamint a hiány, a vágyakozó szerelem inspirálta több korai szerelmes dalát is, például a Don’t Think Twice, It’s All Right, a Tomorrow Is a Long Time, a One Too Many Mornings és a Boots of Spanish Leather című szerzeményeket. Sok kritikus Dylan dalszerzői képességének fejlődését így nagyban Suze személyéhez köti, érzelmi dinamikájuk meghatározta a születő lemez dalainak kiválogatását és az album kompozícióját is.
A távkapcsolat alatt Dylan folyamatosan alkotott, a New York-i folk közösség egyik neves tagja, Pete Seeger a legtermékenyebb szerzőnek nevezte, aki egyetlen éjjel alatt öt szöveget is képes megírni. Leginkább politikai szövegeket jegyzett ekkor. A Sing Out! magazinnak Dylan elmondta, hogy amiket ír, nem is az ő dalai, már léteztek, csak arra vártak, hogy valaki leírja őket, s valójában csak ennyi az ő érdeme, és ha nem írná le ezeket, megtenné más.

## Az album felvételei

### Ülések New Yorkban
Az album felvételei Hammond produceri vezényletével kezdődtek meg a Columbia Records New York-i „A” Studiójában. A lemez munkacíme Bob Dylan’s Blues volt és egészen 1962 júliusáig ez is maradt. Dylan 1962. április 24-én látott neki a dalok felénekléséhez. Ezen a napon két hagyományos folkdalt (Going to New Orleans és Corrina, Corrina), az (I Heard That) Lonesome Whistle című Hank Williams nótát, valamint több saját szerzeményét (Sally Gal, The Death of Emmett Till, Gamblin’ Willie Dead Man’s Hand és a Talkin’ John Birch Paranoid Blues) rögzítette. A felvételek közül a Gamblin’ Willie Dead Man’s Hand és a Talkin’ John Birch Paranoid Blues felvételét ítélték használhatónak. Előbbi Rambling, Gambling Willie címen felkerült a The Bootleg Series Volumes 1-3 (Rare & Unreleased) 1961-1991 című válogatásra, a Sally Gal pedig a The Bootleg Series Vol. 7: No Direction Home: The Soundtrack című lemezre.
Másnap több saját dalt énekelt fel: a Let Me Die in My Footsteps, a Rocks and Gravel, Talkin’ Hava Negeilah Blues, Talkin Bear Mountain Picnic Massacre Blues első, valamint a Sally Gal második változatát, illetve több feldolgozást: Wichita (Going to Louisiana), Robert Johnson Milk Cow’s Calf’s Blues és Big Joe Williams Baby Please Don’t Go című dalát. A felvételek közül a Let Me Die in My Footstepset ítélték használhatónak. Az egy évvel később elkészült ténylegesen megjelenő albumhoz azonban az áprilisi ülésekből semmit sem használtak meg, mert Dylan dalszerzői képessége sokat fejlődött, akkorra ezek a felvételek már elavultnak számítottak, ugyanakkor a Talkin' Bear Mountain Picnic Massacre Blues, a Let Me Die in My Footsteps és a Talkin' Hava Negeilah Blues felkerült a The Bootleg Series Volumes 1-3 (Rare & Unreleased) 1961-1991 című válogatásra.
A harmadik, július 9-ei ülés magánéleti és üzleti változások közepette történt meg. Rotolo június 8-án Perugiába utazott fél évre, valamint Albert Grossman személyében mellécsapódott egy üzletember is. Ez az ülésszak jóval eredményesebb volt a korábbiaknál: ekkor rögzítették a Bob Dylan’s Blues, a Down in the Highway, a Honey, Just Allow Me One More Chance, a Baby, I’m in the Mood for You és a Quit Your Low Down Ways című dalokat, valamint Hally Wood Worried Blues című dalának feldolgozását is. Ezeken túl ekkor énekelte fel a Blowin’ in the Wind című dalát is, amit már április 16-ai Gerde’s Folk City-beli premierje óta sokszor játszott klubokban, de még nem rögzítette stúdióban. A felvételek közül a Blowin’ in the Wind, a Down in the Highway, a Bob Dylan’s Blues és a Honey, Just Allow Me One More Chance című dalokat találták használhatónak. A Baby, I'm in the Mood for You nem volt elég jó, hogy felkerüljön a lemezre, végül 1985-ben a Biograph című lemezen jelent meg, míg a Worried Blues és a Quit YOur Low Down Ways felkerült a The Bootleg Series Volumes 1-3 (Rare & Unreleased) 1961-1991 című válogatásra.
Grossman nagy megbecsültségnek örvendett a zenei világban, mert agresszívan védte ügyfeleit a szerződéseknél, sok jövedelmet termelt és rámenősebb volt a Village-beli társainál. Sok különböző kiadónál dolgozott és hamar felfigyelt az ifjú tehetségére. Dylan dalainak kiadási jogai 1962 januárja óta a Duchess Musicnál voltak, de Grossman rávette a zenészt, hogy szerződjön a Warner Bros. érdekeltségébe tartozó Witmark Musichoz. A papírokat végül július 13-án írták alá, de Dylan nem tudta, hogy Grossman már korábban titkos tárgyalásokat folytatott a céggel, ugyanis minden zenész után, akit leszerződött a Witmarkhoz, a kiadási bevételekből ötven százalékban részesedett. Ez a szerződés a nyolcvanas években keserű jogi csatározásokat eredményezett közte és Dylan között. Augusztus 20-án hivatalosan is a zenész menedzsere lett, s kapcsolatuk egészen 1970-ig megmaradt. Mivel Dylan még kiskorú volt, mikor leszerződött a Columbiához, Grossman a szerződés újratárgyalását követelte. Válaszul Hammond behívta magához Dylant, s új szerződést ajánlott fel neki a régi feltételek alapján. Hammond lépése semlegesítette Grossman stratégiáját, ami a két férfi ellenségeskedéséhez vezetett. A menedzser hatására azonban Dylan egyre visszahúzódóbb, zárkózottabb, gyanakvóbb lett. Még augusztusban hivatalosan is felvette a Bob Dylan nevet.
Augusztusban Dylan hazautazott Minnesotába, ahol Minneapolisban régi barátaival találkozott, többek között Tony Gloverrel, akivel több felvételt is készített (például a Tomorrow Is a Long Time című számról). E felvételeken beszélt Suze-ről is, ahol elmondta, hogy szeptember 1-jére várja vissza a lányt. Azonban a dátum előtt néhány nappal Suze felhívta, és közölte, hogy egy ideig még Perugiában marad, mely tovább nehezítette kapcsolatukat. Dylan ősszel visszatért New Yorkba, ahol több koncertet is adott és bemutatta új dalait. Szeptember 22-én először lépett fel a neves Carnegie Hall-ban egy folkzenei all-star revüben, ahol először adta elő A Hard Rain’s a-Gonna Fall és a Don’t Think Twice, It’s All Right című számait. Októberben koncertsorozatott tartott a Gaslight Caféban, melyek hanganyagai sokáig kalózfelvételeken terjedtek, mígnem 2005-ben ezek felújított változataiból összeállították a Live at the Gaslight című albumot.
A lemez felvételei csak október 26-án folytatódtak. Ekkor rögzítette a Mixed-Up Confusion, az Arthur Crudup-féle That’s All Right Mama és a Corrina, Corrina című dalokat. Hammond javaslatára elsőként alkalmaztak Dylan mellett háttérzenészeket: Dick Wellstood kísért zongorán, Howie Collins és Bruce Langhorne gitáron, Leonard Gaskin basszusgitáron, míg Herb Lovelle dobokon. Az ülésből csak a tradicionális folkdal Corrina, Corrina felvételét ítélték használhatónak.
Az ötödik ülés november 1-jén volt, mikor Collinst George Barnes jazzgitáros helyettesítette, basszusgitáron pedig Art Davis játszott. Ezen a napon ismét megkísérelték felvenni a Mixed-Up Confusiont és a That’s All Right Mamát, de ezúttal sem voltak megelégedve az eredménnyel. Egyedül a Rocks and Gravel című szám szalagjait tették félre.
November 14-én ismét átalakult háttércsapat mellett énekelt Dylan: basszusgitáron ezúttal Gene Ramey játszott. Ezúttal sikerült felvenni a Mixed-Up Confusiont, amit ugyan nem használtak fel az albumhoz, de 1962. december 14-én megjelentették kislemezen a Corrina, Corrina új változatával. A dalokon Dylan nem folk, inkább Elvis-szerű rockabillys hangzáson szólalt meg. A kislemez teljes bukás volt, a kiadó hamar túl is lépett rajta. Miután Langhorne kivételével minden zenész elhagyta a nap végén a stúdiót, Dylannel ketten felvették a Don’t Think Twice, It’s All Rightot, melynek első felvételét megfelelőnek ítélték az albumra. Emellett rögzítették a Ballad of Hollis Brown, a Kingsport Town és a Whatcha Gonna Do című dalokat is, amiket végül mind elvetettek, igaz a Kingsport Town felkerült a The Bootleg Series Volumes 1-3 (Rare & Unreleased) 1961-1991 című albumra.
A következő felvételre három hét múlva, december 6-án került sor, amin öt saját dalt rögzítettek: újra kísérletet tettek a Whatcha Gonna Do feléneklésére, valamint felvették a Hero Blues-t, és az A Hard Rain’s a-Gonna Fall, az Oxford Town és az I Shall Be Free című dalokat. Ezek közül az utóbbi hármat elsőre sikerült megfelelő minőségben rögzíteni.

### Angliai turné és Olaszország
Philipp Saville, a BBC egyik prominens vezetője látta Dylant fellépni a Village-ben, s meghívta egy angliai tévészereplésre. Dylan december 17-én abban a tudatban érkezett a szigetországba, hogy második albuma készen van. Saville egy epizódszerepet adott neki a Madhouse on Castle Street televíziós drámában, ahol elénekelhetett három dalt, köztük a Blowin’ in the Windet, ami így szélesebb publicitást kapott. Ezt követően elvegyült a londoni folk közegben, megismerkedett a Trubadour Club programszervezőjével, Anthea Joseph-fel, aki több fellépést is szervezett számára.
Dylan e közegben találkozott az angol folkélet vezérelőadóival, Martin Carthyval és Bob Davenporttal. 1984-ben így beszélt erről: „Angliában találkoztam néhány emberrel, akik tényleg ismerték azokat a [régi angol] dalokat… Martin Carthyval és egy [Bob] Davenport nevű fickóval. Martin Carthy hihetetlen ember. Rengeteget tanultam tőle.” Carthy sok olyan angol dalt mutatott neki, aminek korábban csak az amerikai változatait ismerte. E felvételek nagy hatással voltak rá: a Scarborough Fair dallamát felhasználva született meg a személyes hangvételű Girl from the North Country, míg a Lady Franklin’s Lament narratív szerkezete a Bob Dylan’s Dream alapja lett.
Angliai turnéja 1963 januárjában véget ért, majd Olaszországba utazott, egyrészt, hogy találkozzon Grossmannal, aki Odetta nevű ügyfelével turnézott ott éppen, másrészt remélte, hogy több mint fél év után találkozhat Suze-zal. Azonban a nővel elkerülték egymást: Suze állítólag azon a napon utazott haza, mikor Dylan Angliába érkezett. Csalódottságában megírta a Boots of Spanish Leather-t és befejezte a Girl from the North Countryt, amit Angliába visszautazva megmutatott Carthynak is.
Január 16-án hazatért New Yorkba, s kibékült Suze-zal, akit sikerült meggyőzzön, hogy költözzön vissza West 4th Streeten lévő lakásukba. A Broadside Magazine munkatársai előtt előadta a Londonban írt Masters of War című számot több más munkája mellett. A felvételek és írás mellett folytatta a koncertezést is, április 12-én több mint ezer ember előtt lépett fel a New York Town Hallban. A koncertről felvétel készült, ami 2007-ben lemezen is megjelent.

### Az album befejezése
Az európai hatások és rendeződő kapcsolata ismét meghozták Dylan kedvét a lemez munkálataihoz, így áprilisban újabb felvételekre készült. Ekkor a stúdió légkörét hatalmi harc mérgezte, mivel Hammond és Grossmann végleg egymásnak feszült. Szakmai és üzleti vitájuk mellett személyiségük is eltérő volt: Hammond igazi középosztálybeli konzervatív figura volt, aki a felvételek alatt meghúzódva a The New Yorkert olvasta, míg Grossman homályos múltú zsidó üzletemberként pörgő életet élt, azon fáradozott, hogy milliomos legyen. A harc odáig jutott, hogy Grossman kirúgta Hammondot, s új producernek a fiatal afroamerikai Tom Wilsont kérte fel, aki a dzsessz világában mozgott otthon és csak vonakodva vállalta el Dylan lemezének felügyelését. Ahogy később fogalmazott: „Nem igazán szerettem a folkzenét, azelőtt Sun Ra és Coltrane felvételein működtem közre … Úgy gondoltam, hogy a folk a bolondoknak való, [Dylan] úgy játszott, mint azok a bolond fickók, de később kezdtem megérteni a szövegeit. Igazán megdöbbentem.” Az utolsó, nyolcadik ülésre április 24-én került sor, pontosan egy évvel az első felvételek után. Ekkor rögzítették a Girl from the North Countryt, a Masters of Wart, a Talkin World War III Bluest, a Bob Dylan’s Dreamet, valamint a Walls of Red Wing című számot, amit a többi néggyel ellentétben nem tettek rá az albumra, de felkerült a The Bootleg Series Volumes 1-3 (Rare & Unreleased) 1961-1991 című válogatásra.
Az egy éve készülő lemez körüli nehézségek azonban nem értek véget, ugyanis az utolsó pillanatban jelentős változás történt a végleges dallista tekintetében. Ennek okát nem lehet biztosan tudni, Dylan életrajzírói között több lehetséges magyarázat látott napvilágot. Anthony Scaduto újságíró szerint az Ed Sullivan Showban történt incidens miatt hajtották végre a változtatást. 1963. május 12-én ugyanis Dylan felléphetett a neves talkshowban, ahol elénekelhette egy dalát. Választása a Talkin’ John Birch Paranoid Bluesra esett, melyben a narrátor szatirikus hangvételben állította pellengérre az antikommunista társaságot, kijelentve, hogy Betsy Ross és négy elnök is orosz kémek, Hitlert és George Lincoln Rockwellt élteti, majd végül már maga után is nyomozni kezd. A CBS Television programigazgatója szerint a dalt a John Birch Society rágalmazásnak veheti, így megkérte Dylant, hogy másik dalt válasszon, mire az a cenzúra ellen tüntetően nem lépett fel a műsorban. Scaduto szerint emiatt kellett végül a lemezről is eltávolítani a dalt a kiadó nyomására, ugyanis Clive Davis, a Columbia ügyvédje szerint per is lehetett volna belőle.
Ezzel szemben Clinton Heylin életrajzíró szerint a Columbiának így alig két hete lett volna újrakeverni a lemezt, újranyomni a borítókat és megfelelő mennyiséget legyártani, ami életszerűtlen, szerinte már hetekkel korábban megszületett a döntés a változtatásokról. Feltevését arra alapozta, hogy Dylan egy régi barátjának ezt mondta ekkoriban: „Túl sok régimódi dalom van [az albumon], amiket úgy próbáltam írni, mint Woody [Guthrie]. Változáson megyek át. Több kritikus dal kéne, mert tudom, hogy arra kell haladnom.” Ugyan eredetileg csak a Talkin’ John Birch Paranoid Blues eltávolításáról volt szó, három további régi dal, a Let Me Die in My Footsteps, a Rocks and Gravel és a Gamblin’ Willie Dead Man’s Hand is lekerült a végleges változatról, helyüket a ’63 áprilisában rögzített angliai számok vették át. Dylan úgy érezte kinőtt a régi típusú dalok közül, az új anyag jóval személyesebb hangulatot adott az albumnak, eltávolodott az addigi folk-blues anyagtól, ami az első albumára volt jellemző. Az eredeti lemezből néhány példány előkerült az évek alatt néhány példány, noha a Columbia igyekezett mindet megsemmisíteni. Az eredeti nyomás ma Amerika legértékesebb és legritkább lemezének számít, egyetlen példánya 35 ezer dollárért kelt el akción.

## A lemezborító
A lemez ikonikus képét 1963 februárjában készítette a CBS munkatársa, Don Hustein alig néhány héttel azután, hogy Dylan és Suze ismét kibékültek. A fagyos téli napon készült fotó Greenwich Village-ben, a Jones Street és a West 4th Street sarkán készült közel ahhoz a lakáshoz, ahol ekkor a pár lakott. A kép utalás James Dean egyik New York-i utcán sétálós képére, Dylan hozzá hasonlóan akart feltűnni. A lány később elmondta, hogy a zenész nagyon vékony kabátot viselt a jó kép érdekében, noha rendkívül hideg volt aznap. Rajta azonban pulóver, Dylantől kölcsönkapott nagy pulcsi és kabát is volt, ezért a kép láttán „olasz kolbásznak” érezte magát, olyan kövérnek tűnt.
A borító egy generáció poszterképe lett, valamint kulturális mérföldkő, nagyban befolyásolta a későbbi albumborítókat. Akkoriban a dzsessz, pop és folkalbumok borítói letisztultak, gondosan megrendezettek és kontrolláltak voltak, ezzel szemben Hustein képéről a spontaneitás, bensőségesség sugárzik, ahogy Dylan görnyedten sétál, hagyja, hogy Suze belékapaszkodjon. Később más albumok is megidézték a képet (pl. Early Days of Chris Hunter), de valamilyen módon újraalakították Cameron Crowe Vanília égbolt (2001), Todd Haynes I’m Not There – Bob Dylan életei (2007) című filmjében valamint a Coen testvérek is megidézték Llewyn Davis világa (2013) című alkotásukban.

## Kompozíció

### Blowin' in the Wind
A lemezt Dylan egyik legismertebb szerzeménye nyitja. Dallamát egy afroamerikai spirituálé, a No More Auction Block adta, amit a Kanadába szökött rabszolgák énekeltek, mivel a britek 1833-ban megszüntették ott a rabszolgaságot. Dylan maga nem tekintette nagy teljesítménynek, mindössze tíz perc alatt vetette papírra. Első élő előadása előtt a Gerde's Folk City-ben kijelentette, hogy nem protest song, általános kérdésekkel foglalkozik, noha az évek alatt legtöbbször politikai kontextusban került elő. A dal felépítése egyaránt merítkezik az angol költészetből (Percy Bysshe Shelley Óda a nyugati szélhez című verse is a szél által hozott változás képére épül) és Woody Guthrie bibliai képekkel élő társadalmi dalaiból.
A dalban kilenc retorikai kérdés hangzik el szabadságról, háborúról, életről és halálról, melyekre a válasz a "szélben száll", vagyis egyrészről olyan egyértelmű, hogy a szemünk előtt van, ugyanakkor olyan megfoghatatlan, mint a szél. A szöveg megkérdőjelezi az akkor uralkodó hitrendszert, miszerint egy fiúból akkor lesz férfi, ha harcolt háborúban, s a harcok örökre betiltását hangoztatja (a galamb, mely a homokban alszik utalás Noéra: ha a galamb leszáll, megpihen, nyugalom van). Háborúk mellett kiáll az afroamerikai polgárjogi mozgalom mellett is: sürgeti az emberek szabadságát (amit az ég szimbolizál), valamint felsóhajt, a jó emberek még hányszor nézik el az igazságtalanságot és a kormányzatnak mennyi füle kell legyen, hogy meghallja a sírást (e kérdések megfogalmazásában Ezékiel könyvére utal: nem látnak/nem hallanak). Andy Gill szerint a szöveg hatalmas ugrást jelentett Dylan dalszerzői fejlődésében: ekkor jött rá, hogy általános kérdésekkel kell foglalkozni, mert "míg a The Ballad of Donald White feleslegessé vált a bűnöző kivégzése után, ez a dal mindig a szabadság szimbóluma lesz."
A dal már megjelenése pillanatában ikonikussá vált: a Peter, Paul and Mary folktrió feldolgozta, két hónap alatt egymillió példány kelt el belőle, a Billboard toplistán a második helyig jutott. Dylant meglepte, mikor az egyik zenész, Peter Yarrow közölte vele, hogy a szerzői jogok miatt ötezer dollárt kap érte. Az 1963 augusztus 28-ai washingtoni menetelésen a trió 250 ezer ember előtt adta elő, majd a nap folyamán Dylan is Joan Baez társaságában: egy generáció himnuszává vált. Bár Dylan nem tartotta különösen sokra (saját előadásában megjelenő kislemezként nem is ért el sikert), eredetileg nem is játszotta gyakran, de 1971-ben egy Bangladesért tartott segélykoncerten előadta, s onnantől kezdve repertoárjának egyik alapköve lett. Ez Dylan legtöbbet feldolgozott dala, többek között Sam Cooke, Marlene Dietrich, Elvis Presley, Marianne Faithfull, Dolly Parton, Joan Baez is elénekelte, Stevie Wonder előadásában ismét bekerült a Top 10-ben 1966-ban. A hatvanas-hetvenes években himnuszként megjelent a katolikus és protestáns miséken is, Dylan pedig előadta II. János Pál pápa előtt az 1997-es Eucharisztikus világkongresszuson is 300 ezer ember előtt. Első sora ("how many roads must a man walk down") Douglas Adams Galaxis útikalauz stopposoknak című művében is megjelenik, valamint feltűnik a Forrest Gump című filmben is. Nagy port kavart, mikor 1975-ben egy Srí Lanka-i tankönyvben egy Shakespeare-szonettet e szöveg váltotta fel. 1994-ben bekerült a Grammy Hall of Fame-be, 2004-ben a Rolling Stone magazin minden idők 500 legjobb dalának listáján a 14. helyre helyezte. 2007-ben a Rock and Roll Hall of Fame beválogatta a rock and roll történetét megváltoztató ötszáz dal közé.

### Girl from the North Country
Az évek során sok találgatás volt a címben szereplő lány meghatározására, kiváltképp azután, hogy Dylan egy interjúban úgy fogalmazott, hogy ez az illető volt élete első igazi szerelme. Clinton Heylin szerint leginkább Echo Helstrom, egy Hibbingből való korai kapcsolat, vagy Suze Rotolo ihlette: a dalt akkor fejezte be, mikor Suze után ment Olaszországba, de nem találta ott a lányt, s azt hitte, vége a kapcsolatuknak. Howard Sounes szerint a dal múzsája Bonnie Beecher volt, akivel egyetemi éve alatt jártak. A dal szövege azonban nem szolgál egyikre se adatot, inkább életrajzi elemekkel átszőtt fikció keveréke, melyben Dylan a vándorló énekesek toposzát veszi fel magára. Erre jó példa a címben feltűnő "északi ország" is: Dylan Észak-Minnseotából származott, ugyanakkor az angol folkzenében e kifejezés azt a helyet jelöli, ahol az emberek egymással és a természettel harmóniában élnek. Topikus módon jelennek meg az évszakok is: a nyár az elmúlt szerelem, most tél van.
A dal 1963 elején született Angliában és Olaszországban. Alapját a Londonban Martin Carthy-től hallott Scarborough Fair XVII. századi ballada adta, melynek dallamát és szerkezetét is átvette (mindkettőben az elbeszélő kérésekkel fordul a hallgató felé), sőt a "remember me the one who lives there/she once was a true love of mine" sort is. A szöveg egy elveszett szerelemről szól, de nem kesergő hangnemben, nem a lánynak, hanem annak idealizált emlékének írja. Az elbeszélő nem akar újból találkozni a lánnyal, nem vágyakozik, inkább azt szeretné, ha ugyanúgy emlékezne a lány is rá, mint ahogyan ő teszi, hogy az együtt töltött időnek legyen értelme. A múlt a jelenében él, nem visszatérni, vagy elmenekülni szeretne ez elől, egyszerűen a jelenünk függ a múlttól.
Ugyan a maga idejében nem kapott kiemelt figyelmet, Dylan számos koncerten előadta, az évek során klasszikussá nemesedett. Feldolgozta Johnny Cash, Joe Cocker, Leon Russell, Rod Stewart, Sting, a The Black Crowes, Link Wray és Neil Young is.

### Masters of War
Dylan egyik legegyenesebb, legmaróbb szövege az országot irányító katonai-ipari komplexumról (1961-ben a leköszönő Dwight D. Eisenhower elnök figyelmeztette az országot, hogy ne hagyják a katonai-ipari gépezetet túl nagyra nőni – azóta ez sok összeesküvés-elméletnek alapot adott). A szerző 2001-ben az USA Today-nek adott interjújában kihangsúlyozta, hogy ezzel a gépezettel szemben fogalmazódott meg a szöveg, és nem háborúellenes tüntető dal, magát a fegyverkezést és a háborúk kirobbantását ítélte el. A dal erejét Todd Harvey szerint az adja, hogy az "én" és a "te" annyira élesen állnak szemben, hogy nem engedi meg az azonosulást a címszereplőkkel. Dylan Nat Hentoffnak elmondta, hogy még magát is meglepte, mennyire agresszív, konfrontatív szöveget írt ("Jézus sem bocsátja meg bűneiket", "[az énekes] reméli, hogy minél előbb meghalnak"). Ez Dylan egyik legpolitikusabb, leginkább letaglózó szövege.
Alapját – mint Dylan sok más ekkor készült dalának – itt is egy régi angol ének, a Nottamun Town adta, azonban a szerző nem tudta, hogy ennek jogai évszázadok óta a dalt ismertté tevő Jean Ritchie családjának tulajdonában vannak. A Masters of War Londonban született 1962 végén, néha elő is adta az ottani klubokban. Miután felkerült a lemezre, Ritchie jogi útra terelte a kérdést és további követeléseinek visszavonása mellett ötezer dollárt kapott. Legelőször 1963 februárjában a Broadside magazinban jelent meg, s Suze rajzai kísérték: egy férfi késsel és villával faragja a világot, amit egy éhező család néz.
Dylan ismertebb szerzeményei közé tartozik, koncertjein a hatvanas évek közepétől elektromos hangszerelésben adta elő, egészen 1994-ig, mikor Hirosimában ismét akusztikus változatban szólalt meg. Mikor 1991-ben életműdíjat kapott a Grammy-gálán, az öbölháború ellen tiltakozva szintén előadta. Leon Russell 1970-es feldolgozásában az The Star Spangled Banner dallamára énekelte el.

### Down the Highway
Ebben a 12-ütemű bluesban Dylan visszanyúl az 1930-as évek Delta blues hagyományához. Nat Hentoffnak kifejtette, hogy ami a valódi bluesénekeseket naggyá tette, az az, hogy minden problémájukat képesek voltak elmondani, ugyanakkor kívülről tekintettek rájuk, így le is győzték őket. Ezt alkalmazta ő is: a dal inspirációja nyilvánvaló, ugyanis ez az egyetlen szövege, melyben expliciten utal Suze olaszországi utazására ("My baby took my heart from me/She packed it all up in a suitcase/Lord, she took it away to Italy, Italy"). A dal hőse bármit megtenne, hogy visszaszerezze szerelmét.

### Bob Dylan's Blues
Egy rövid Woody Guthrie-típusú szatirikus bluesdarab. Elején Dylan megjegyzi, hogy "a legtöbb népdalt a belvárosi Tin Pan Alley-ben írtak (ez volt a XX. század elején az amerikai dalkiadás központja), de az övé valahol vidéken született. A felvezetést egy rögtönzött darab követi, melyet Dylan úgy írt le, hogy olyan, mint egy mellékutca, amibe benéz az ember, majd továbbmegy. A szövegben archetipikus blues képeket sorol, okie (oklahomai) akcentusban (ezt mutatja az aposztrófok halmozott elhelyezése a dalszövegben: "ev'rybody's 'cept mine/somebody musta tol' 'em").

### A Hard Rain's a-Gonna Fall
Dylan mindössze 21 éves volt, mikor megírta karrierjének talán legösszetettebb, legnehezebb dalát. Mikor a dalt előadta a Gaslight Caféban barátainak, Peter Blankfield azt mondta, az előadás után nem tudtak mit mondani, az epikus hosszúság, az epizodikusság, a sorok építkezése, ereje és összetettsége letaglózott mindenkit. Dave Van Ronk szerint művészeti forradalmat hozott a dal, míg Pete Seeger azt állította, hogy Dylan minden más dalánál tovább fog élni. Robert Shelton a The New York Timesban írt kritikájában úgy fogalmazott, mérföldkő a folk-alapú dalírásban, hiszen soraiban ott virágzik az ötvenes évek, Allen Ginsberg és Lawrence Ferlinghetti beatnemzedék-költészete (Ginsberg úgy nyilatkozott, hogy mikor először hallotta, úgy érezte, generációja átadta a fáklyát az új nemzedéknek).
A dal alapján egy középkori angol ballada, a Ballad of Lord Randall adta, átvette annak dallamát, kérdés-felelet szerkezetét, de szerelem, árulás, mérgezés helyett szimbolista apokaliptikus képek (Tom Riley szavaival élve) "szürreális zuhataga" uralja a sorokat. Arthur Rimbaud stílusában írt szenvedésről, háborúról, szennyezésről: erős vizuális képekkel operál (törött nyelvekkel beszélők, a sírhantok alatt tízezer mérfölddel, gyémántokkal kirakott üres országút, fekete vért csöpögő ágak). Rengeteg allegória, (bibliai) archetípus fedezhető fel benne (pl. a címben lévő "kemény esők" utalhatnak az özönvízre), valamint teletűzdelte alliterációkkal ("misty mountain", "seven sad forests", "ten thousand talkers", "guns and sharp swords").
Az emberiség sorsának kisiklásáról szóló hosszú temetési dal akkor kezdett megfogalmazódni benne, mikor a New York Public Library-ben rengeteg újságot olvasott és csak szenvedést látott bennük. Eredetileg versként írta a Gaslight Cafe fölötti barátaival bérelt apartmanban, mand a Sing Out és Broadside folkmagazinokban meg is jelent A Highway of Diamonds címmel. Keletkezéséről azt mondta Nat Hentoffnak, hogy minden sor valójában egy új dal kezdete, de mikor írta, azt hitte, nem lesz ideje ezeket a szövegeket mind kidolgozni majd, így egy dalba rakta bele. Nagyobb publicitást keletkezése után néhány hónappal, 1962 októberében kapott, mikor kitört a kubai rakétaválság: kritikusok elkezdték azt írni, hogy ez az esemény ihlette a dal megszületését és a cím az atomikus esőre utal (ezeket Dylan 1963-ban kategorikusan cáfolta, majd megemlítette, hogy az utolsó versszakban feltűnő vízben folyó méreg uralás azokra a hazugságokra, melyekkel a rádiókban és újságokban találkoznak az emberek.
Az évtizedek során Dylan egyik legismertebb, legnagyobbra tartott dala lett, koncertjeinek állandó elemévé vált, több koncertalbumon és válogatáslemezen jelent meg, több előadó is feldolgozta (Pete Seeger, Joan Baez, Leon Russell). 2016. december 10-én Patti Smith adta elő zenekari kísérettel Stockholmban Dylan irodalmi Nobel-díja átadásakor.

### Don't Think Twice, It's All Right
Dylan akkor írta meg, mikor meghallotta Suze-tól, hogy tartós olaszországi tartózkodást tervez. A gyors, sokakkordos dallamot egyik barátja, Paul Clayton Who's Gonna Buy You Ribbons (When I'm Gone) című dalától kölcsönözte, valamint néhány sort is átvett belőle. Mivel azonban a Village folkköreiben a dallamok közkincsnek számítottak, plágiumról nem lehetett beszélni, Clayton sem érezte úgy, hogy Dylan jogtalanul használta volna fel a dalt, amit nem is ő írt, hanem egy régebbi népdalt dolgozott csak át. Mindazonáltal Clayton kiadója bepetelte a Columbiát, s végül 500 dollár kártérítést kapott, igaz, dalszerzői kreditet nem.
A dalszövegben Dylan képzeletben újraalakította elválásukat Suze-zal, s ebben a változatban ő hagyja ott a lányt. Kimondja, hogy miatta megy el hajnalban, azt, hogy bántotta, de nem szeretné, hogy sokat agyaljanak a dolgon, emésszék maguk, egyszerűen ne pazarolják egymás idejét és "ne gondoljanak rá kétszer, minden rendben van". Ugyanakkor Dylan kijelentette, hogy nem szerelmes dalnak szánta, nem a lány a címzettje, inkább olyan belső monológként értette, amivel az ember magát nyugtatja, hogy jobban érezze magát. Howard Sounes szerint a szám erejét az adja, hogy a címet sokféleképpen (lemondással, keserűen, sajnálattal) lehet mondani, énekelni, a szöveg pedig olyan képekben beszél, melyek meghaladják Dylan önéletrajzi fájdalmát, egy elbukott kapcsolat ellentmondásos érzelmei fogalmazódnak meg benne.
A keserédes-szomorkás dal a lemez egyik nagy slágere lett, rákerült a Blowin' in the Wind-kislemez B-oldalára. Village-i pályatársai Dave Van Ronktól Paul Stookey-ig mesterműnek tartották. Ismertségén nagyot dobott, hogy a Peter, Paul and Mary ezt is feldolgozta és bejuttatta a Billboard Top 10-ébe. Rajtuk kívül az évtizedek alatt Willie Nelson, Ramblin' Jack Elliot, Elvis Presley, Joan Baez, a The Allman Brothers Band, Dolly Parton, Johnny Cash, Ed Sheeran és Kesha is feldolgozta. Dylan koncertjein gyakran kerül elő, számos válogatáslemezén helyet kapott.

### Bob Dylan's Dream
A dal a Lady Franklin's Lament című tradicionális angol balladán alapul, amit első angliai turnéján Martin Carthy folkénekes mutatott Dylannak. Ugyan Dylan megtartotta az eredeti darab hangulatát, témáját (a zárlatában hasonló a szöveg is), de Lady Franklin férjének utazásából a személyes utazás motívumára épített (az eredeti műben a nemes asszony azt álmodja, hogy sarkkutató férjével, John Franklinnel jó egészségben találkozik). A kinti világ mindkét műben kemény, viharos, mindkét központi szereplő leghőbb vágya, hogy találkozzon távollevő társaival, s felidézze azokat a kedves emlékeket, amiket azok képviselnek.
Dylan szövege a nosztalgiára épít, egyesek azt állítják, hogy a Village-beli emlékeire épül, de Robert Shelton életrajzíró szerint a Hibbingben elvesztett ártatlanságra utal. A lírai én nyugat felé utazott vonaton, miközben elaludt, s szomorkás álmában felsejlik a védett fiatalkor, mikor semmire sem vágytak, elégedettek voltak, minden egyszerű, fekete-fehér volt, s azt hitték örökké fiatalok maradnak. Később aztán találkoztak az élet felelősségével és realitásával, a felnövés szükségessége arra kényszerít mindenkit, hogy kitörjünk e biztonságból. Dylan olyan hangnemben írta a szöveget, mintha egy meglett korú férfi gondolna vissza régmúlt emlékeire, noha mindössze huszonegy éves volt a dal keletkezésekor.

### Oxford Town
Dylan egyszerű, kétakkordos, bendzsószerű gitárhangzással megszólaló dala a Broadside magazin pályázatára íródott 1962 novemberében. A pályázatban az Ole Miss Egyetemen történt incidensről kellett dalt írni: az év szeptemberében James Meredith beiratkozott az egyetemre első afroamerikai hallgatóként. Az órákon azonban nem tudott részt venni, mert helyi önkéntesek, Ross Barnett kormányzó támogatásával meg akarták őrizni az iskola szegregált jellegét és elállták útját. Végül Meredith az amerikai szövetségi csapatok beavatkozása nyomán tudott nekikezdeni a tanulásnak. A dalban Dylan nem a konkrét eseményekről beszél, se az egyetem, sem Meredith neve nem jelenik meg, csak a cím utal a helyszínre (az egyetem a mississippi Oxfordban található), inkább a rasszizmus általános jellegéről beszél. Utólag elmondta, hogy annak ellenére, hogy pont akkor írta a dalt, nem az esetről szól, és akár napjainkban is aktuális lenne.

### Talkin' World War III Blues
A dal a Talkin' John Birch Paranoid Blues helyett került fel az albumra. Ez volt Dylan utolsó Woody Guthrie-stílusú talking blues-a. A talking blues egy spontán, improvizált dalírási technikát jelent, melynek formája lehetővé tette a szerző számára, hogy komoly témákról (jelen esetben a nukleáris háborúról) is humoros hangnemben beszéljen, anélkül, hogy apokaliptikus, prófétai szerepben tűnne fel. A szatirikus szöveg a hidegháborús fenyegetésről, azokról a félelmekről, szorongásokról, magányról és elszigeteltségről szól, melyek akkoriban sakkban tartották az amerikai társadalmat. Dylan a konzervatívok, pszichiáterek, sőt saját magának gyengeségeiről is elnéző mosollyal beszél.
A történetben arról álmodott, hogy a harmadik világháborúban járt, így pszichiáterhez fordul, aki arra kéri, mesélje el neki, mit látott, majd a végén elmondja, hogy ő is ugyanazt álmodta. Álmában a csatornából feljőve észreveszi, hogy túlélt egy atomkatasztrófát. Az elmagányosodott, kietlen környezetben kommunikációs kísérletei rendre kudarcban végződnek: félnek tőle, ránézésre kommunistának nézik. Emberek helyett az anyagi javakban találja meg a kényelmet. A dal végén kiderül, hogy mindenki ugyanezt álmodta, s mindenki azt hiszi, csak ő élte túl a háborút, ő áll a jó oldalon. A dal egy (téves) Lincoln idézettel zárul, mely szerint nem lehet mindenkinek mindig igaza. Híres zárósorában Dylan egyenesen a hallgatóknak üzent: "I'll let you be in my dreams, if I can be in yours".

### Corrina, Corrina
A lemez első feldolgozásdala, aminek alapja a Corrine, Corrina című tradicionális folkdal. Ezt eredetileg Bo Carter és a Mississippi Sheiks rögzítették, majd sok átdolgozást ért meg blues, dzsessz, rock and roll, Cajun és szving stílusban. Dylan a dal szövegét a középrészen kiegészítette Robert Johnson Stones in My Passway című felvételének részletével. Az elhagyott szerelmes dala utalhat Rotolóra, mivel akkor vették fel, mikor a lány Perugiában tanult. A lemez egyetlen olyan felvétele, ahol Dylant zenekar kíséri. A dal egy változata Dylan első kislemezének, a Mixed-Up Confusionnak a B-oldalán kapott helyet.

### Honey, Just Allow Me One More Chance
A lemez másik feldolgozásdala, melynek eredeti változata a XIX. század végén született Honey, Won't You Allow Me One More Chance?, ami 1927-ben lett népszerű Henry Thomas felvétele nyomán. Dylan alaposan átdolgozta a dalt, Thomas változatából csak a refrént, a sorok ritmikáját és rímképletét tartotta meg, viszont teljesen új verzéket írt, megnövelte a tempót és új gitárdallammal látta el a számot. A dal könnyed hangulatú, az énekes felszabadultan kurjongat benne, az utolsó versszakba kis híján belenevet. Ekkorra Dylan tökéletesen ki tudta már fejezni magát a már meglévő zenei formák felhasználásával.

### I Shall Be Free
Az album záródala Lead Belly We Shall Be Free című szerzeményének átirata. Ezt az évtizedek alatt számos előadó feldolgozta, köztük 1944-ben Dylan ikonja Woody Guthrie is. A lemezen szereplő dallamváltozat is Guthrie felvételét idézi, de elhagyva annak refrénjét. Todd Harvey szerint a We Shall Overcome-típusú protest himnuszok után feloldó szerepe volt, hogy a hallgató optimistán búcsúzzon a lemeztől, mindazonáltal kritikai megítélése a mai napig vegyes. A felvétel laza hangulatú, Dylan éneke hol késik, hol siet, néhol majdnem elneveti magát.
A dal egy szatirikus talking blues az ötvenes-hatvanas évek világáról: az egyes témák közt csapongva, abszurd képekkel élve mesél. A szövegben Kennedy elnök egy részeg munkást hív fel, hogy tanácsot kérjen tőle az ország vezetése ügyében. Dylan saját politikai vátesz szerepével szórakozik, amit ekkoriban kezdtek ráaggatni, emellett azonban rámutat a politika és a hidegháború abszurditására, kritizálja a fogyasztói társadalmat, feje tetejére állítja a hagyományos férfi-nő viszonyt, illetve játékosan megmutatja, mennyit fejlődött a XX. században a folk-blues hagyomány. Számos popkulturális alak jelenik meg Kennedy mellett: Brigitte Bardot, Anita Ekberg, Sophia Loren, Elizabeth Taylor, Richard Burton, Martin Luther King, Willie Mays és Babatunde Olatunji.

## Megjelenés

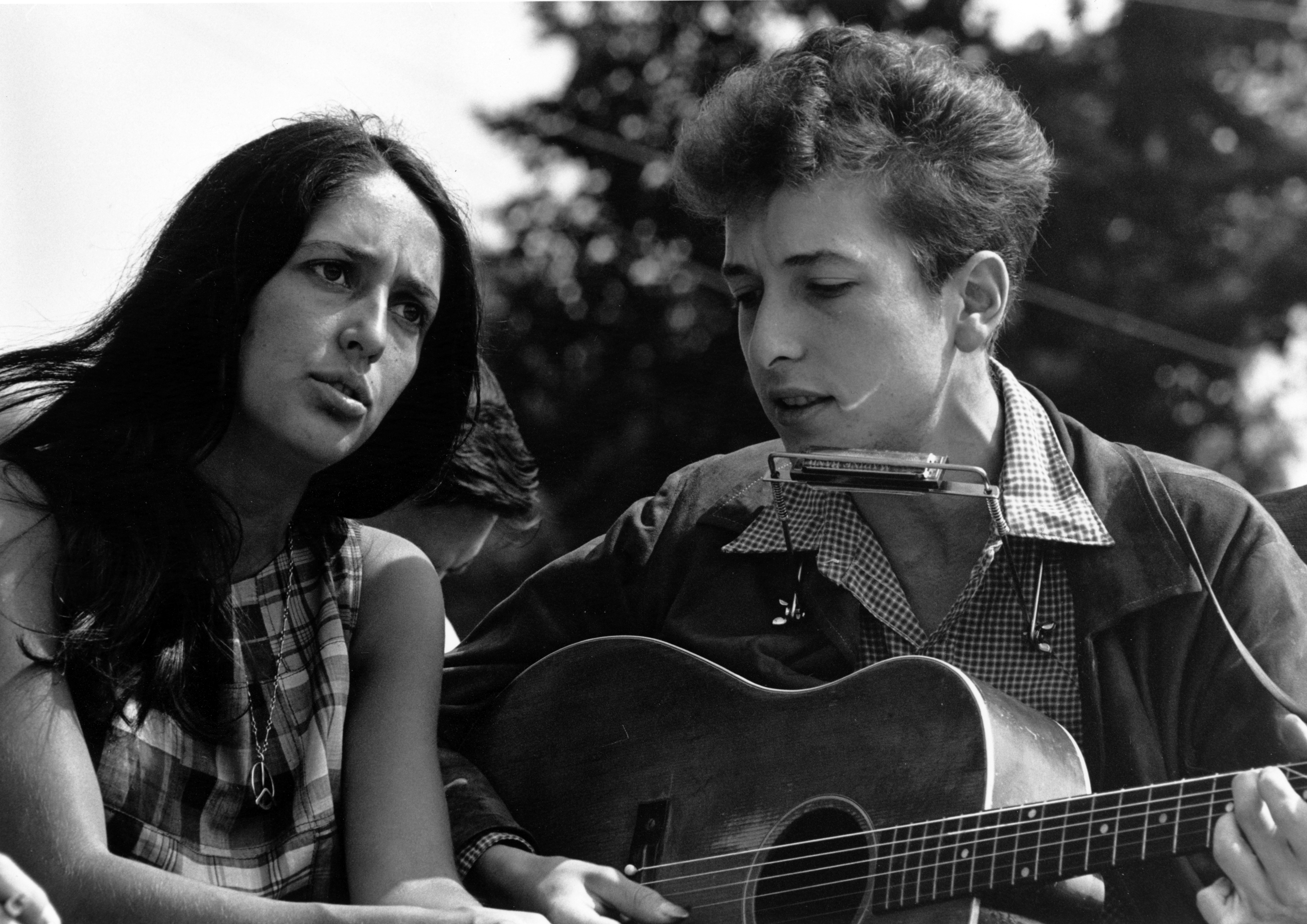
Joan Baez és Bob Dylan a washingtoni meneten 1963 augusztusában

A The Freewheelin’ Bob Dylan javított kiadása végül 1963. május 27-én jelent meg. Az új anyagot a kiadó rádiós előadásokkal és koncertekkel népszerűsítette. A megjelenés előtt közvetlenül május 18-án Dylan először utazott a nyugati partra, ahol a Monterey-i Folk Fesztiválon előadta a Talkin’ John Birch Paranoid Blues, a Masters of War, az A Hard Rain’s a-Gonna Fall című számokat, valamint Joan Baez társaságában a With God on Our Side-ot. Baez ekkor a folkvilág legnagyobb neve volt, hírneve csúcsán állt, előző év novemberében szerepelt a Time magazin címlapján is. Az énekesnő hamar felismerte Dylan tehetségét, pártfogásába vette, dalait elkezdte énekelni, amivel hangsúlyt adott nekik, Dylan pedig szerzőként szintet lépett. Ekkor kezdődött sok pletykát szülő szerelmi afférjük is, ami egyre jobban mérgezte a zenész Suze-zal való kapcsolatát.
Dylan Baezzel való viszonya mellett a lemezeladásoknak jót tett az is, hogy Grossman másik jelentős projektje, az ekkor már befutott Peter, Paul and Mary feldolgozta a Blowin’ in the Windet, s slágert csinált belőle. Nat Hentoff a Playboy júniusi számában hosszú kritikát írt Dylanről, akit a folkszíntér legfontosabb szerzőjeként mutatott be. A kedvező kritikák, Baez befolyása és a Peter, Paul and Mary sikere nyomán az első hónapban tízezer példány kelt el, 2500 dolláros bevételt hozott.
1963 júliusában Dylan fellépett a Newport-i Folk Fesztiválon, ahol Tom Paxton szerint ő és Baez lettek a fesztivál csúcsa, Dylanből egyetlen hétvége alatt sztár lett: július 26-án alig száz ember előtt lépett fel, míg 28-án már több ezer ember volt kíváncsi rá. A fesztivál alatt a Peter, Paul and Mary Blowin’ in the Windje második lett a Billboard poplistáján, Baez kétszer is színpadra állt vele, utolsó nap pedig Peter, Paul and Maryvel, Baezzel és Pete Segerrel együtt adták elő a slágert. Dylan és Baez együttműködése és szerelmi kapcsolata Newport után is megmaradt, a nő több koncerten is színpadra hívta a feltörekvő tehetséget, valamint együtt vettek részt 1963. augusztus 28-án a Martin Luther King által szervezett washingtoni menetelésen is.
A sikert azonban magánéleti válság követte, a Rotolo-család ellenszenve, a Baezzel való viszony, valamint Suze abortusza megviselte kapcsolatukat és augusztusban a lány ismét elhagyta Dylant, nővére lakására költözött. Ez roppantmód megviselte a zenészt, aki amúgy sem tudta kezelni a hirtelen jött népszerűséget: egy barátjának, Bob Fassnak azt mondta, hogy Newport után nem tud úgy sétálni az utcán, úgy elrejtőzni, hogy ne ismerjék fel, az emberek még a mosdóba is követték, csak hogy elmondhassák, látták pisilni. Noha a Blowin' in the Wind Dylan által előadott kislemez változata megbukott (az augusztusban kiadott kislemez elhalványult Peter, Paul and Mary sikere mellett) szeptemberben a lemez felkerült a Billboard albumlistájára, ahol a 22. helyig jutott, s a mai napig egymillió példányban kelt el csak az Egyesült Államokban. Utólag Dylan azt mondta, hogy bár akkor még senki sem látta előre, második lemeze sikere előre borítékolható volt, mivel szerepelt rajta a Blowin’ in the Wind. Október 26-án már egyedül is megtöltötte a Carnegie Hallt.

## Hatás, utóélet
A lemez megjelenése előtt Dylant csak a folk világában ismerték, ezt követően viszont a huszonkét éves előadót a jelentős művészek között tartották számon, akit a meg nem hallgatott fiatalság szócsövének kezdtek tekinteni. Janet Maslin szerint a tény, hogy (akkoriban szokatlan módon) saját dalait adta elő a lemezen, olyan hitelességet adtak számára, amellyel egy generáció hangja tudott lenni, egy olyan generációé, mely a nukleáris fenyegetéssel és a polgárjogi mozgalmakkal volt elfoglalva. Morális üzenete, nyers hangja és zenei nonkonformizmusa kiemelték a többi előadó közül, rajongói a többi előadó „puhább” feldolgozásaival szemben az ő előadásának keménységét részesítették előnyben. Rekedt, nazális hangja megváltoztatta a popslágerek előadásának hangvételét, ugyanis korábban csak mívesen kidolgozott énekdallammal énekeltek ilyeneket, míg most egy blues gyökerű dünnyögés is felkerülhetett a slágerlistákra. Dylan a kialakuló rajongói kultuszt és a „generáció szócsöve”-szerepet undorral utasította el, később azt mondta, csak a média akasztotta rá. Mikor szót emelt ez ellen ilyen címmel jelent meg róla cikk: „A szócső elutasítja, hogy szócső lenne”.
Dylan hamar a főiskolai hallgatók elsőszámú előadójává vált, akik új kulturális komplexitások után vágytak. Richard Williams szerint „azoknak a hallgatóknak, akik T. S. Eliotból és William Butler Yeatsből vizsgáztak, feltűnt valami, ami hízelgett a kitárulkozó értelmüknek, miközben a hatvanas évekbeli lázadó tizenéveseknek is szólt: James Dean ötvöződött James Joyce-szal”. A szélesebb közönség és a fiatalság számára pedig ismét népszerűvé tette a költészetet, a francia szimbolistákat (Arthur Rimbaud, Paul Verlaine és Charles Baudelaire) és a kortárs lírát (Allen Ginsberg, Lawrence Ferlinghetti, Gregory Corso). A komoly témák és a könnyed hangvétel, a rámutató protest dalok és a szürreális viccek szélesebb közönséget tudtak megszólítani, Van Morrison szerint az album erőssége, hogy nem szerelmes popdalokat tartalmaz, hanem komoly gondolatokat sikerült beemelni a mainstreambe. Hamar nagy népszerűségre tett szert a lemez, köztük lenyűgözte a globális sikerük csúcsán álló The Beatlest is. John Lennon 1964-ben Párizsban kapta meg a lemezt egy francia DJ-től, és három héten keresztül megállás nélkül hallgatták. Angliában százezer példányt adtak el belőle és 1965-ben a listák élére került (1963 és 1965 között ez volt az egyetlen No. 1 album, amit nem a The Beatles, vagy a The Rolling Stones készített).
Az album kritikai megbecsültsége mai napig tart. A Q magazin 2000-ben tartott felmérése alapján Dylan legjobb akusztikus lemezének tartják. Stephen Thomas Erlewine az AllMusic útmutatójában azt írta, hogy nehéz túlbecsülni a jelentőségét, mely megalapozta Dylan páratlan zeneszerzői képességét és gazdag, ötletes zenéje Amerika hangzását és lelkét ragadja meg olyannyira, mint Louis Armstrong, Hank Williams, vagy Elvis Presley. Egy másik kritika ízt írta, hogy a lemez jelenti a hatvanas évek zenéjének kezdőművét. Többen méltatták, hogy éretten reflektál a közönség aggodalmaira, tükrözte a nemzet akkori állapotát.

## Az album dalai
| 1. | Blowin’ in the Wind         | Bob Dylan | 2:48 |
| 2. | Girl From the North Country | Dylan     | 3:22 |
| 3. | Masters of War              | Dylan     | 4:34 |
| 4. | Down the Highway            | Dylan     | 3:27 |
| 5. | Bob Dylan's Blues           | Dylan     | 2:23 |
| 6. | A Hard Rain's A-Gonna Fall  | Dylan     | 6:55 |

| 1. | Don't Think Twice, It's All Right    | Dylan               | 3:40 |
| 2. | Bob Dylan's Dream                    | Dylan               | 5:03 |
| 3. | Oxford Town                          | Dylan               | 1:50 |
| 4. | Talkin' World War III Blues          | Dylan               | 6:28 |
| 5. | Corrina, Corrina                     | tradicionális       | 2:44 |
| 6. | Honey, Just Allow Me One More Chance | Henry Thomas, Dylan | 2:01 |
| 7. | I Shall Be Free                      | Dylan               | 4:49 |

## Helyezések
| Év   | Lista         | Helyezés |
| ---- | ------------- | -------- |
| 1963 | Billboard 200 | 22       |
| 1964 | UK Top 75     | 1        |

## Közreműködők
- Bob Dylan – ének, gitár, szájharmonika
- Bruce Langhorne – gitár (Corrina, Corrina)
- Howard Collins – gitár (Corrina, Corrina)
- Leonard Gaskin – basszusgitár (Corrina, Corrina)
- Herb Lovelle – dobok (Corrina, Corrina)
- Dick Wellstood – zongora (Corrina, Corrina)